# Circonscription de Bedele
La circonscription de Bedele est une des 177 circonscriptions législatives de l'État fédéré Oromia, elle se situe dans la Zone Illubabor. Son représentant actuel est Itefa Gobena Shubi.